# Apogon bryx
Apogon bryx és una espècie de peix de la família dels apogònids i de l'ordre dels perciformes.

## Morfologia
Els mascles poden assolir els 5,2 cm de longitud total.

## Distribució geogràfica
Es troba a les plataformes continentals del Mar Roig, de l'oceà Índic, d'Austràlia i de les Filipines.